# Kelly Madison

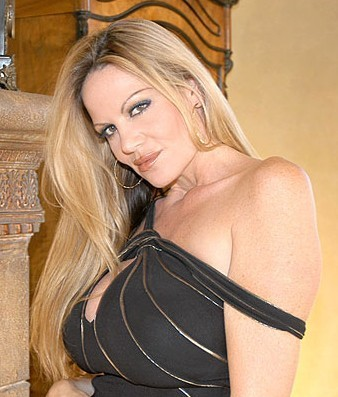
Kelly Madison

Kelly Madison (* 26. August 1967 in Newport Beach, Kalifornien als Eleanore Marlene Wilmerton) ist eine US-amerikanische Pornodarstellerin, Regisseurin, Internet-Unternehmerin und Produzentin.

## Leben und Karriere
Kelly Madisons Vater war Schauspieler und Stuntman, ihre Mutter Buchhalterin. Janine Lindemulder ist ihre Cousine. 1999 traf sie als Vizepräsidentin einer Firma für Computergrafik den zehn Jahre jüngeren Grafiker Ryan Madison und verliebte sich trotz einer bestehenden Beziehung in ihn; die beiden brannten daraufhin durch. Ihre Karriere als Pornodarstellerin begann im Jahr 2001. Mit 33 Jahren war sie zu diesem Zeitpunkt recht alt für diese Branche. In einem Interview erklärte sie, dass sie ursprünglich Filme drehen und vermarkten wollte. Da sie jedoch keine passenden Darstellerinnen fand, beschloss sie, selbst vor die Kamera zu treten. Sie ist besonders durch die Pornfidelity-Reihe bekannt geworden, in denen bekannte Starlets eingeladen werden und einen „Flotten Dreier“ mit ihr und ihrem Ehemann Ryan Madison haben. Ihr Markenzeichen sind ihre natürlich großen Brüste. Madison vermarktet ihre Videos über ihre eigene Website und hat ihre eigene Produktionsfirma namens 413 Productions.
Bisher (Stand: Mai 2016) hat Madison laut IAFD 201 Filme als Darstellerin gedreht und in 146 Filmen Regie geführt.
2011 konnte sie den AVN Award als Best Web Starlet gewinnen und wurde für vier weitere AVN Awards nominiert. Im gleichen Jahr wurde ihre Webseite mit einem XBIZ Award als „Milf Site of the Year“ ausgezeichnet. 2015 wurde Kelly Madison durch die AVN in ihre Hall of Fame aufgenommen.

## Auszeichnungen

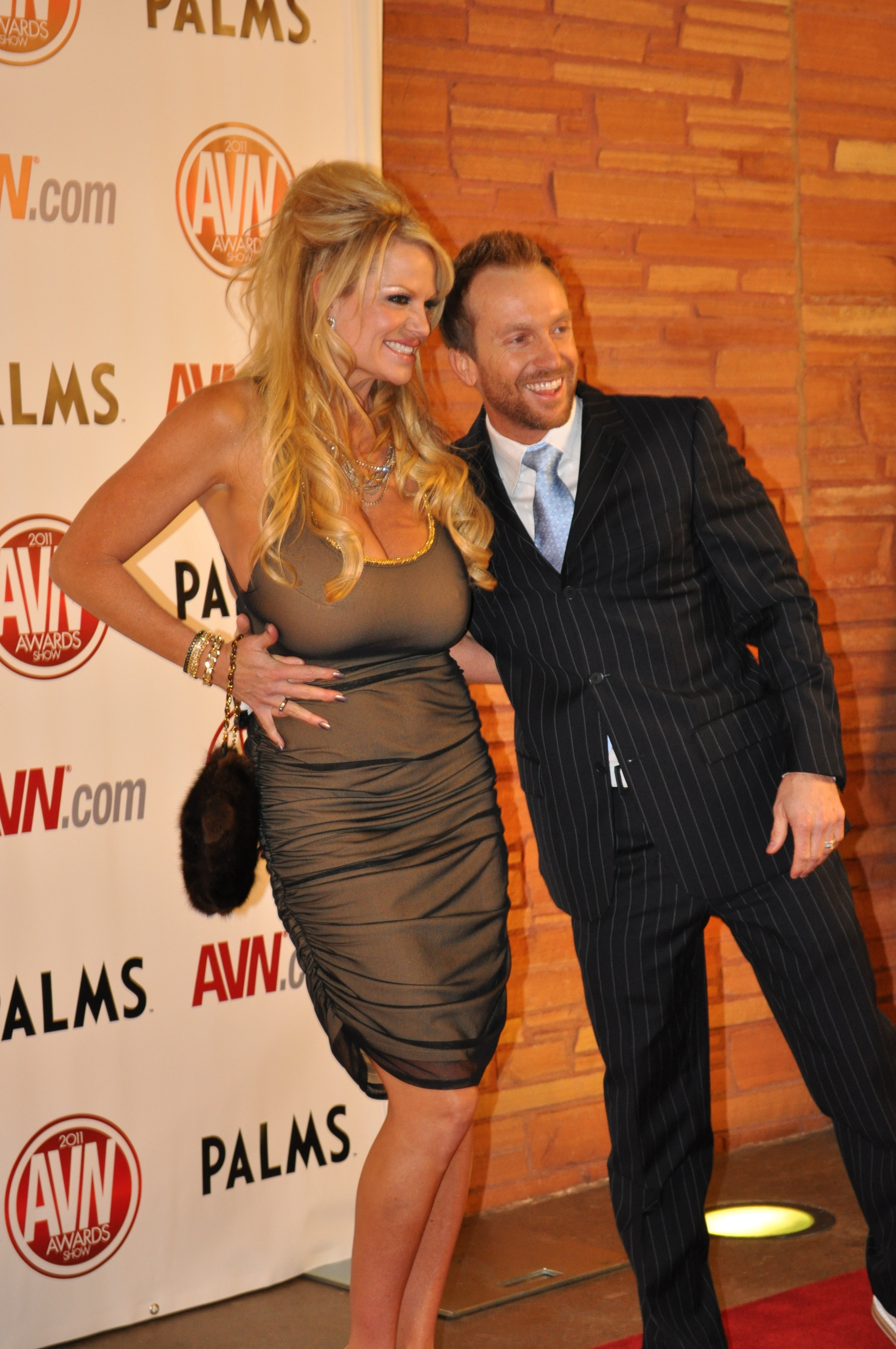
Kelly Madison und ihr Mann Ryan Madison bei den AVN Awards (2011)

- 2011: AVN Award als „Best Web Star“
- 2011: XBIZ Award für „MILF Site of the Year“
- 2013: NightMoves Award für „Best Boobs (Fan’s Choice)“
- 2015: Aufnahme in die AVN Hall of Fame